# Траншейна вулиця (Київ)
Транше́йна вулиця — вулиця в Солом'янському районі міста Києва, місцевість Олександрівська слобідка. Пролягає від вулиці Феофіла Яновського до кінця забудови.
Прилучається вулиця Нечуя-Левицького.

## Історія
Вулиця виникла в середині XX століття під назвою 470-та Нова. Сучасна назва — з 1944 року, однак реально вулиця сформувалася та забудувалася наприкінці 1940-х — на початку 1950-х років.